# 봄날은 간다 (김윤아의 노래)
〈봄날은 간다〉는 2001년에 개봉된 동명 영화 《봄날은 간다》의 엔딩 타이틀곡이다. 일본의 전설적인 여성 싱어송라이터 마츠토야 유미의 곡에 자우림의 보컬 김윤아가 가사를 붙여 불렀고 같은 해에 발매된 김윤아의 솔로 데뷔앨범 Shadow Of Your Smile에 수록되었다. 흔히 마쓰토야 유미의 히트곡 〈あの日にかえりたい(그날로 돌아가고 싶어)〉(1975)를 번안한 것으로 알려져 있지만, 실제로는 마쓰토야 유미가 새로 작곡한 곡이며, 마쓰토야 유미 본인도 영화 개봉 이후에야 일본어로 처음 불렀다고 한다.
시적인 가사와 김윤아 특유의 목소리로 지나간 사랑에 대한 그리움을 아련하고도 애절하게 표현해 영화 개봉 이후에도 오랫동안 많은 사랑을 받고 있다.